# Dzidosław Żuberek
Dzidosław Żuberek (ur. 13 września 1973 w Łodzi) – polski trener piłkarski, piłkarz, który występował na pozycji pomocnika i napastnika.

## Życiorys
Jest wychowankiem ŁKS-u Łódź. Następnie występował w Piotrcovii Piotrków Trybunalski. Latem 1998 powrócił do ŁKS. Grał wówczas m.in. w eliminacjach do Ligi Mistrzów na Old Trafford przeciwko Manchesterowi United. Po pół roku gry w I lidze, zimą 1999 został wypożyczony do II ligowego Śląska Wrocław. Jesienią tego samego roku wrócił do Łodzi, by występować w ŁKS. W zimie 2000 został jednak ponownie wypożyczony, tym razem do satelickiego klubu Lechii/Polonii Gdańsk. Po spadku ŁKS z I ligi, wrócił do Łodzi w sezonie 2000/2001. W II lidze okazał się najskuteczniejszym strzelcem ŁKS, mimo to odszedł po sezonie z klubu. Jesienią 2001 podpisał kontrakt z Jagiellonią Białystok. Wraz z drużyną Jagiellonii zaliczył spadek do III ligi. Po roku przerwy wrócił z Jagiellonią do II ligi. Od 2003 regularnie występował z klubem na zapleczu ekstraklasy. Latem 2006, po rozegraniu jednego meczu ligowego w Jagiellonii, został jesienią wypożyczony do końca sezonu do III ligowego klubu Ruch Wysokie Mazowieckie. Był także zawodnikiem takich klubów jak: Sokół Sokółka i Pogoń Łapy.
W Ekstraklasie rozegrał 20 meczów, wszystkie w barwach Łódzkiego Klubu Sportowego, w których strzelił 2 bramki. Ma również za sobą występy m.in. w II lidze, a także w europejskich pucharach.
W 2010 roku razem z Piotrem Matysem, Bartoszem Jurkowskim i Januszem Kaczmarzem założył Akademię Piłkarską „Talent” w Białymstoku, w której pracuje również Jacek Markiewicz.
3 października 2012 został trenerem III-ligowej Wissy Szczuczyn.